# Brodiaea pallida
Brodiaea pallida là một loài thực vật có hoa trong họ Măng tây. Loài này được Hoover mô tả khoa học đầu tiên năm 1938.